# Stoomtrein Katwijk Leiden
 (septembre 2024).
Le Stoomtrein Katwijk Leiden (SKL) (en français Chemin de Fer Touristique du Lac de Valkenburg est un train touristique situé aux Pays-Bas. Il est exploité dans le cadre du musée national des chemins de fer à voie étroite (Nationaal Smalspoormuseum) sous la forme d'une ligne à voie étroite autour du lac de Valkenburg, près de la ville de Katwijk. La ligne est parcourue par des locomotives à vapeur du début du XXe siècle ainsi que par des engins diesel.

## Historique
Le chemin de fer touristique du lac de Valkenburg est en fait né dans les dunes de Katwijk. Au départ de Vrieze Wei, près du centre ville de Katwijk, un train à vapeur touristique a circulé à partir de 1969 sur une voie utilisée pour le transport de matériel de la société des eaux Leidsche Duinwater Maatschappij (LDM). La voie d'une longueur de 12 km a permis aux amateurs de voies étroites de faire des excursions dans les dunes. Des locomotives ont été achetées par la Nederlandse Smalspoorstichting (NSS), surtout auprès d'entreprises industrielles cessant leur utilisation de matériel à voie étroite. Les voitures quant à elles étaient construites à Katwijk.
À partir de la fin des années 80, le souci écologique conduit la Staatsbosbeheer, organisme d'état propriétaire des dunes de Katwijk, à interdire les randonnées pédestres dans les dunes. Par ailleurs, l'idée se fait jour de créer un musée national des chemins de fer à voie étroite couplé avec la ligne touristique. La province de Hollande-Méridionale propose le site voisin du lac de Valkenburg comme implantation de ce musée. En 1992 les dernières circulations ont lieu dans les dunes et en 1993 les parcours ont lieu sur la ligne actuelle autour du lac de Valkenburg le long de l'ancienne base aérienne. Depuis 1995, le Musée national de la voie étroite est ouvert. Il contient plusieurs locomotives à vapeur et diesel, ainsi que d'autres pièces se rapportant à la voie étroite. Son fleuron est le dernier tramway à vapeur du Gelderse Tram (GSTM). En 2003 a commencé l'établissement d'un musée en plein air, notamment avec la construction d'une halle pour les voitures et une autre pour les locomotives à vapeur. Dans le musée en plein air, divers objets sont exposés en rapport avec la voie étroite, y compris une excavatrice, du matériel minier et une serre.

## La voie

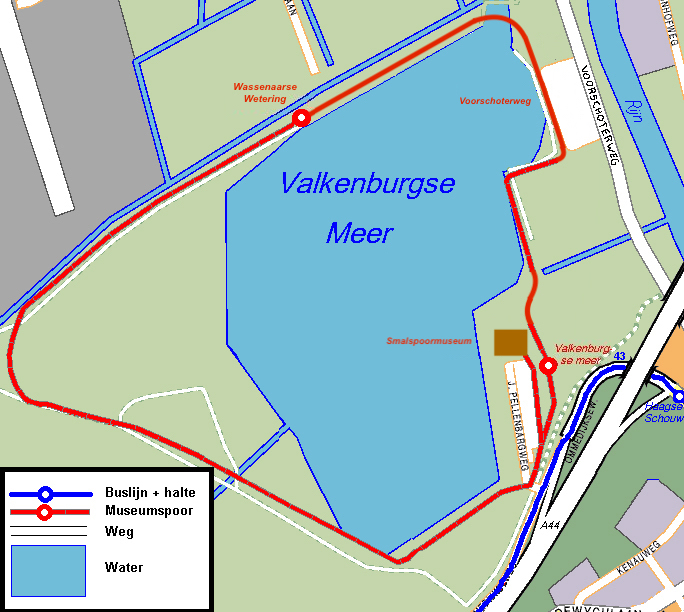
Parcours du chemin de fer touristique autour du lac de Valkenburg

La ligne est à voie étroite avec un écartement de 700 mm, et elle commence au niveau du musée. Un bâtiment voyageurs a été construit en 2011 et est en cours d'achèvement. La longueur du trajet est de 4,5 km. 
Le parcours de la ligne est autour du lac, de part et d'autre de la gare. La branche ouest va jusque Wassenaarsee Wetering et la branche est va jusqu'à un hangar de stockage des véhicules non restaurés près de la Voorschoterweg. Il est possible que les deux branches ne se rejoignent jamais pour faire un tour complet du lac, en raison de la sablière exploitée dans la partie nord du lac de Valkenburg. La voie était au départ construite en rails de 12 kg/m, mais depuis 2004 les rails sont progressivement remplacés par du matériel plus lourd (24 kg/m) pour en réduire l'entretien.

## Service
Les trains circulent de l'Ascension au dernier week-end de septembre. Le week-end, la traction est assurée par du matériel vapeur, tandis que les engins diesel circulent le reste de la semaine. Plusieurs fois par an il y a des journées spéciales, généralement consacrées à la traction vapeur. Les trains sont composés de voitures construites depuis les années 80 (dites de série P) soit à Katwijk (époque du train dans les dunes) soit à l'atelier du lac de Valkenburg.

## Galerie de photographies

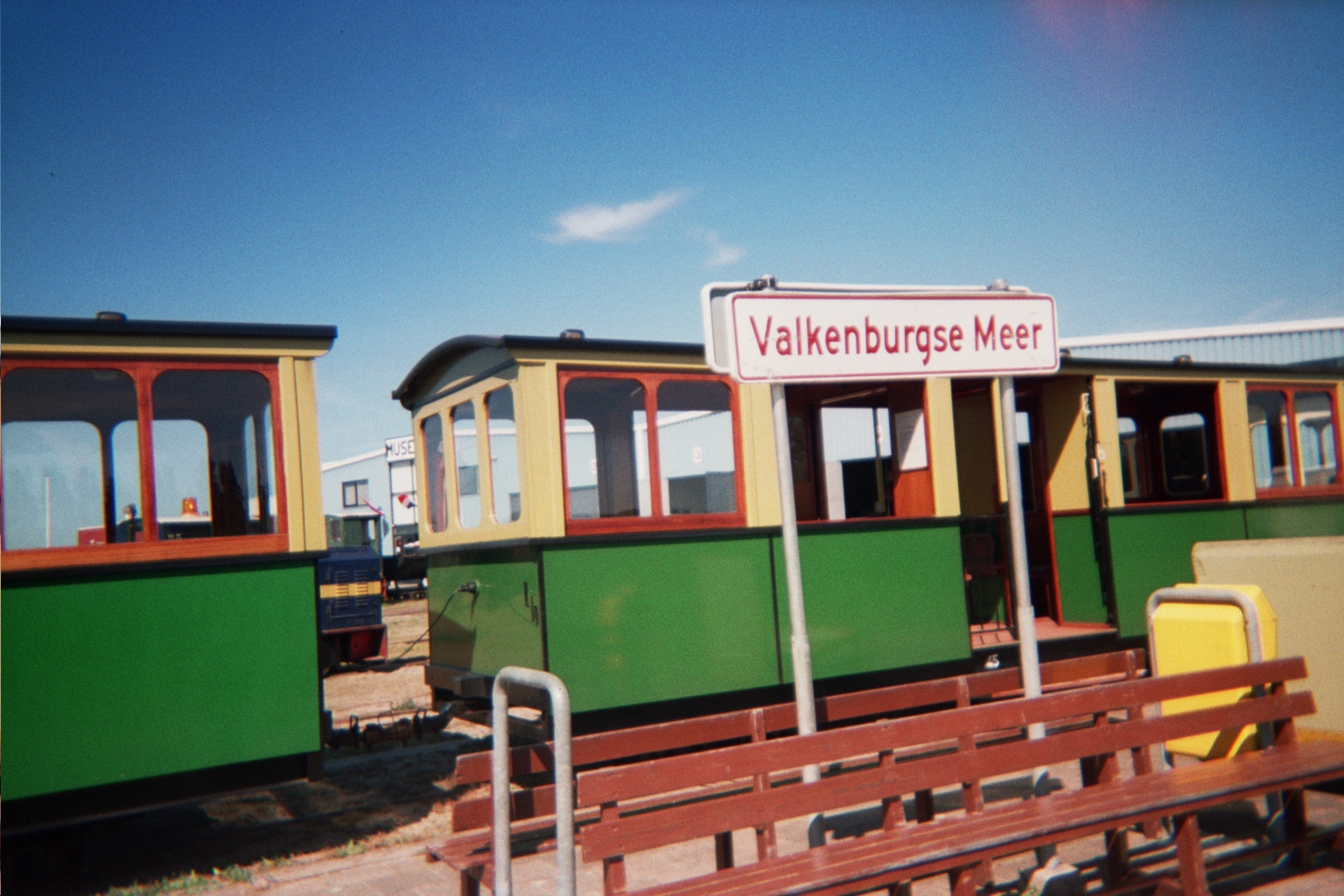
Un train à la gare du lac de Valkenburg avec le musée à l'arrière-plan.
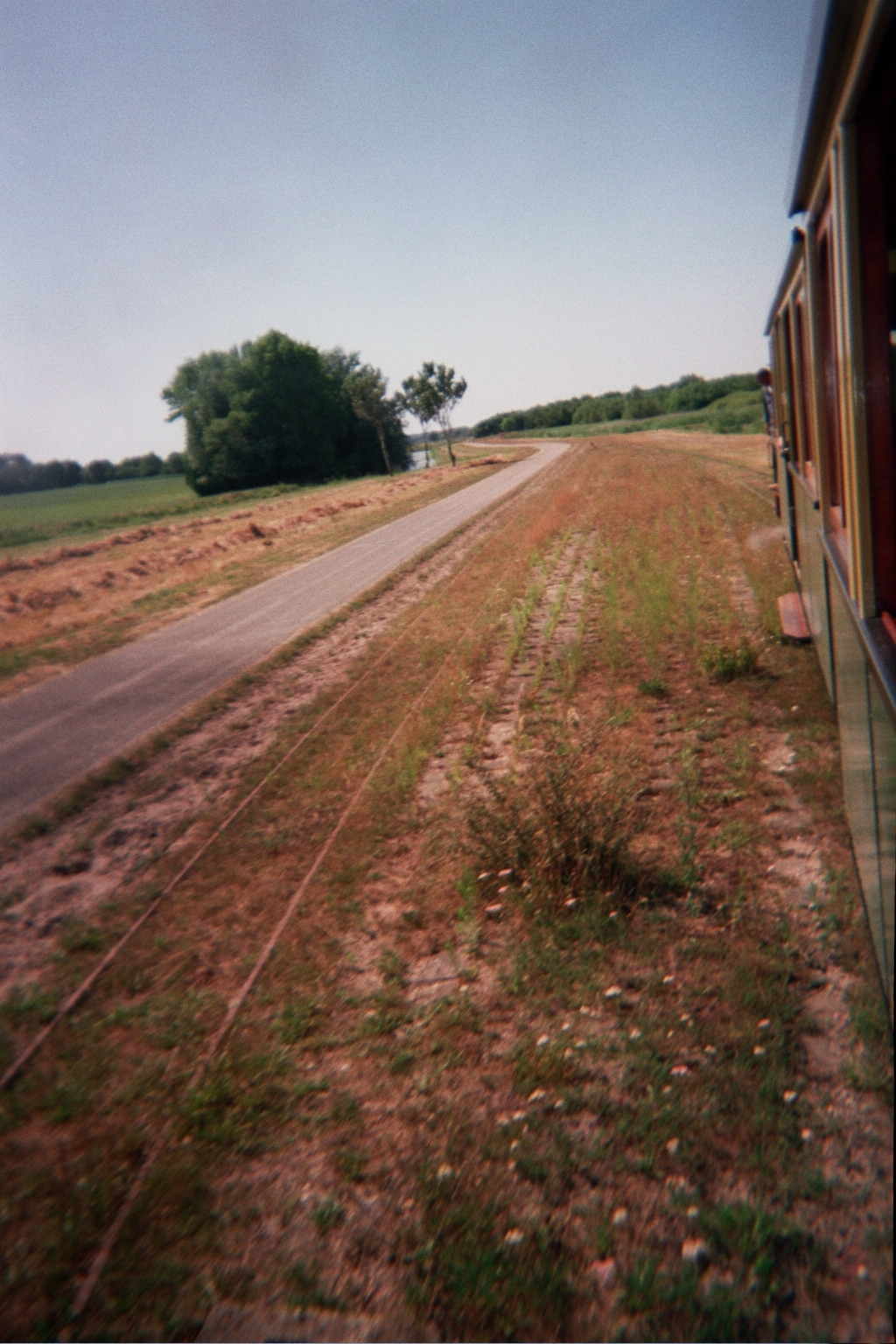
Une ancienne halte des marais près de Wassenaar.
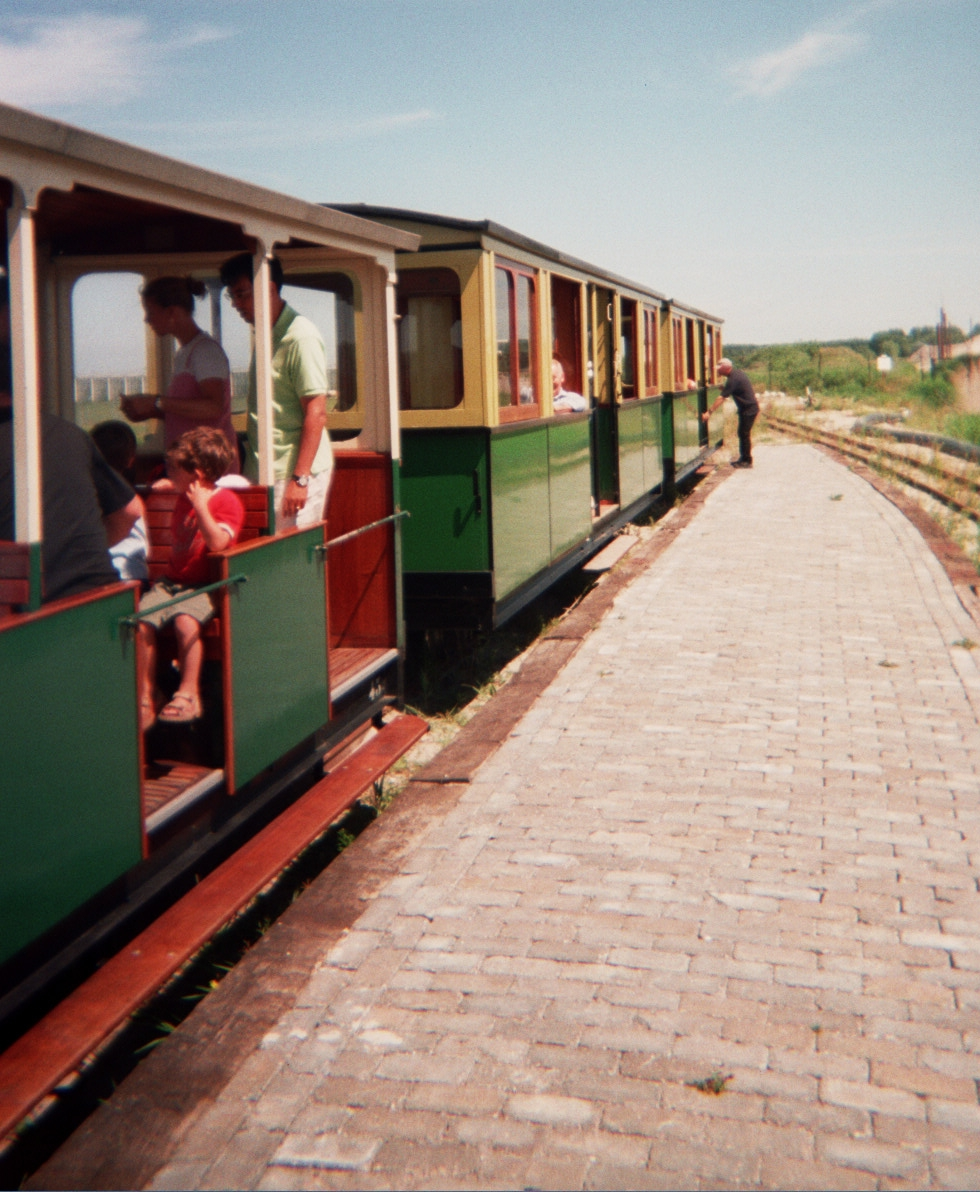
Le terminus ouest de la ligne.
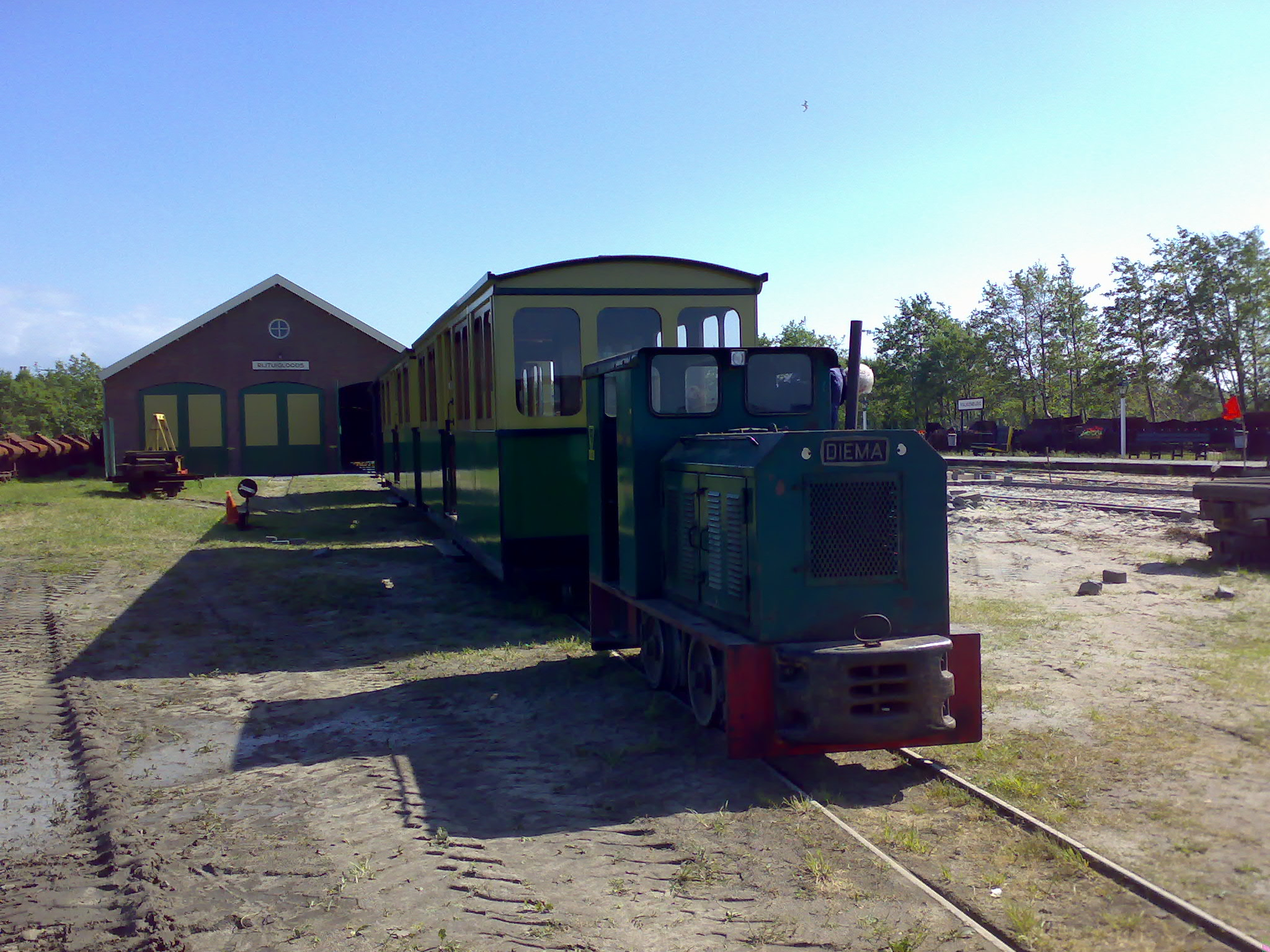
Une rame voyageurs avec un tracteur diesel "DIEMA".
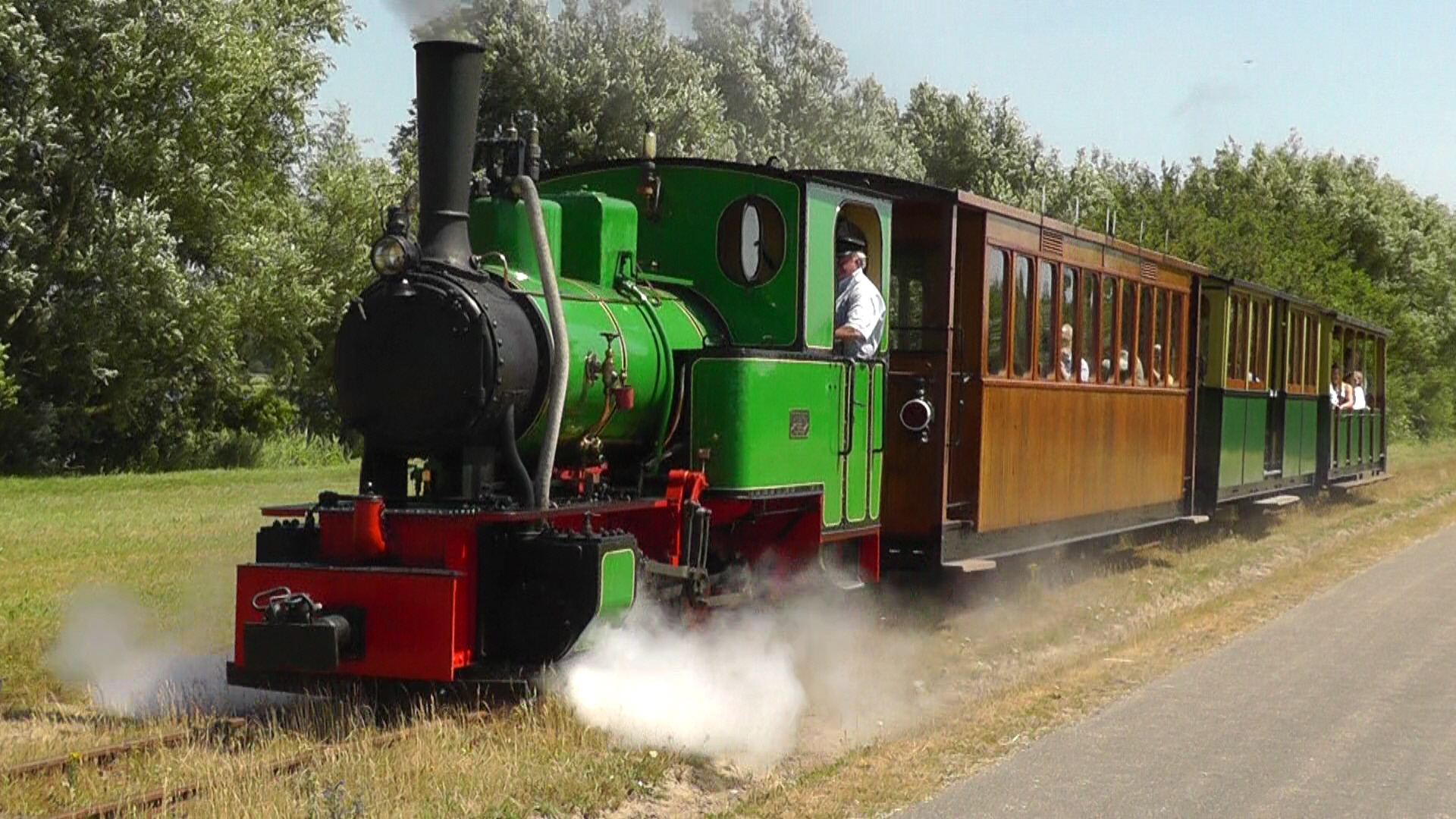
La locomotive à vapeur 020T Henschel no 21147.